# Міністр охорони навколишнього середовища, енергетики та змін клімату Греції
Міністр охорони навколишнього середовища, енергетики та змін клімату (грец. Υπουργός Περιβάλλοντος, Ενέργειας και Κλιματικής Αλλαγής) — очільник Міністерства охорони навколишнього середовища, енергетики та змін клімату, заснованого 7 жовтня 2009 року. Воно замінило попереднє Міністерство охорони навколишнього середовища, територіального планування і громадських робіт Греції. Чинний міністр від 17 червня 2011 року  — Йоргос Папаконстантіну.

## Список міністрів
| Ім'я                   | Початок повноважень | Кінець повноважень | Партія                             |
| ---------------------- | ------------------- | ------------------ | ---------------------------------- |
| Тіна Бірбілі           | 7 жовтня 2009       | 17 червня 2011     | ПАСОК                              |
| Йоргос Папаконстантіну | 17 червня 2011      | 17 травня 2012     | ПАСОК                              |
| Грігоріс Цалтас        | 17 травня 2012      | 21 червня 2012     | безпартійний                       |
| Евангелос Лівіератос   | 21 червня 2012      | чинний             | безпартійний, за пропозицією ПАСОК |